# Бобринка (Башкортостан)
Бобринка — упразднённая деревня Корнеевского сельсовета Мелеузовского района. Ныне в составе села Корнеевка.

## История
Основан, как пишет А. З. Асфандияров, посёлок Бобринка (Абрамовка) в 1877 году на арендованной у башкир д. Мулла-Мусино земле. В конце XIX века проживали 94 человека. Проживали по переписи 1920 года преимущественно русские, всего 184 человека (88 мужчин, 96 женщин).
По данным на 1926 год д. Бобринка (Абрамовка) входила в Зиргановскую волость Стерлитамакского кантона, находилась в 12 верстах от центра волости — села Зиргана.
По данным на 1969 год входила в Тавлинский сельсовет (центр — д. Корнеевка), находилась в 1 километре от центра сельсовета, в 45 км от центра района города Мелеуза, в 14 км от станции Салават. Проживало 331 человек, преимущественно русские.
Официально закрыта в 1979 году. Указ Президиума ВС Башкирской АССР от 29.09.1979 N 6-2/312 «Об исключении некоторых населённых пунктов из учётных данных по административно-территориальному делению Башкирской АССР» гласил:

Президиум Верховного Совета Башкирской АССР постановляет: 

В связи с перечислением жителей и фактическим прекращением существования исключить из учётных данных по административно-территориальному делению Башкирской АССР следующие населённые пункты
по Мелеузовскому району (Корнеевский сельсовет):

деревни Бобринка, Карайсы, Краснояр, Потешкино

## Транспорт
Проходила дорога